# Liste der Monuments historiques in Vomécourt-sur-Madon
Die Liste der Monuments historiques in Vomécourt-sur-Madon führt die Monuments historiques in der französischen Gemeinde Vomécourt-sur-Madon auf.

## Liste der Immobilien
| Bezeichnung      | Beschreibung                                                              | Standort             | Kennzeichnung | Schutzstatus | Datum | Bild           |
| ---------------- | ------------------------------------------------------------------------- | -------------------- | ------------- | ------------ | ----- | -------------- |
| Kirche St-Martin | aus der zweiten Hälfte des 11. Jahrhunderts, im 18. Jahrhundert verändert | Rue d’en Haut (Lage) | PA00107320    | Classé       | 1908  | weitere Bilder |

## Liste der Objekte
| Bezeichnung                 | Beschreibung                                                          | Standort                       | Kennzeichnung | Schutzstatus | Datum | Bild |
| --------------------------- | --------------------------------------------------------------------- | ------------------------------ | ------------- | ------------ | ----- | ---- |
| Hauptaltar                  | Holz, farbig gefasst und vergoldet, Schmiedeeisen, vergoldet, um 1760 | in der Kirche St-Martin (Lage) | PM88000996    | Classé       | 1966  |      |
| Skulptur Madonna mit Kind   | Holz, farbig gefasst, 16. Jahrhundert                                 | in der Kirche St-Martin (Lage) | PM88000997    | Classé       | 1967  |      |
| Skulptur Heiliger Sebastian | Holz, farbig gefasst, 16. Jahrhundert                                 | in der Kirche St-Martin (Lage) | PM88000998    | Classé       | 1967  |      |
| Taufbecken                  | Stein, bezeichnet 1704                                                | in der Kirche St-Martin (Lage) | PM88001865    | Inscrit      | 2008  |      |